# Manscherok
Manscherok (russisch Манжеро́к; südaltaisch Манјӱрек) ist ein Dorf (selo) in der Republik Altai (Russland) mit 1535 Einwohnern (Stand 14. Oktober 2010).

## Geographie
Der Ort liegt etwa 20 km Luftlinie südwestlich der Republikhauptstadt Gorno-Altaisk im nördlichen Teil des russischen Altai, der in der Umgebung Mittelgebirgscharakter besitzt und Höhen um 1200 m erreicht. Manscherok befindet sich am rechten Ufer des Katun, in den unterhalb des Dorfes der gleichnamige Bach Manscherok mündet. Beim Ort überwindet der Katun, der auf diesem Abschnitt die Grenze zur Region Altai markiert, die ebenfalls Manscherok genannte Stromschnelle. Etwa 2,5 km östlich liegt oberhalb des Dorfes der 37,6 Hektar große Manscheroksee.
Das Dorf gehört zum Rajon Maiminski und befindet sich knapp 25 km südsüdwestlich von dessen Verwaltungssitz Maima. Es ist Sitz der Landgemeinde Manscherokskoje selskoje posselenije, zu der neben dem Dorf Manscherok noch das Dorf Osjornoje am Südwestrand  des Sees gehört.

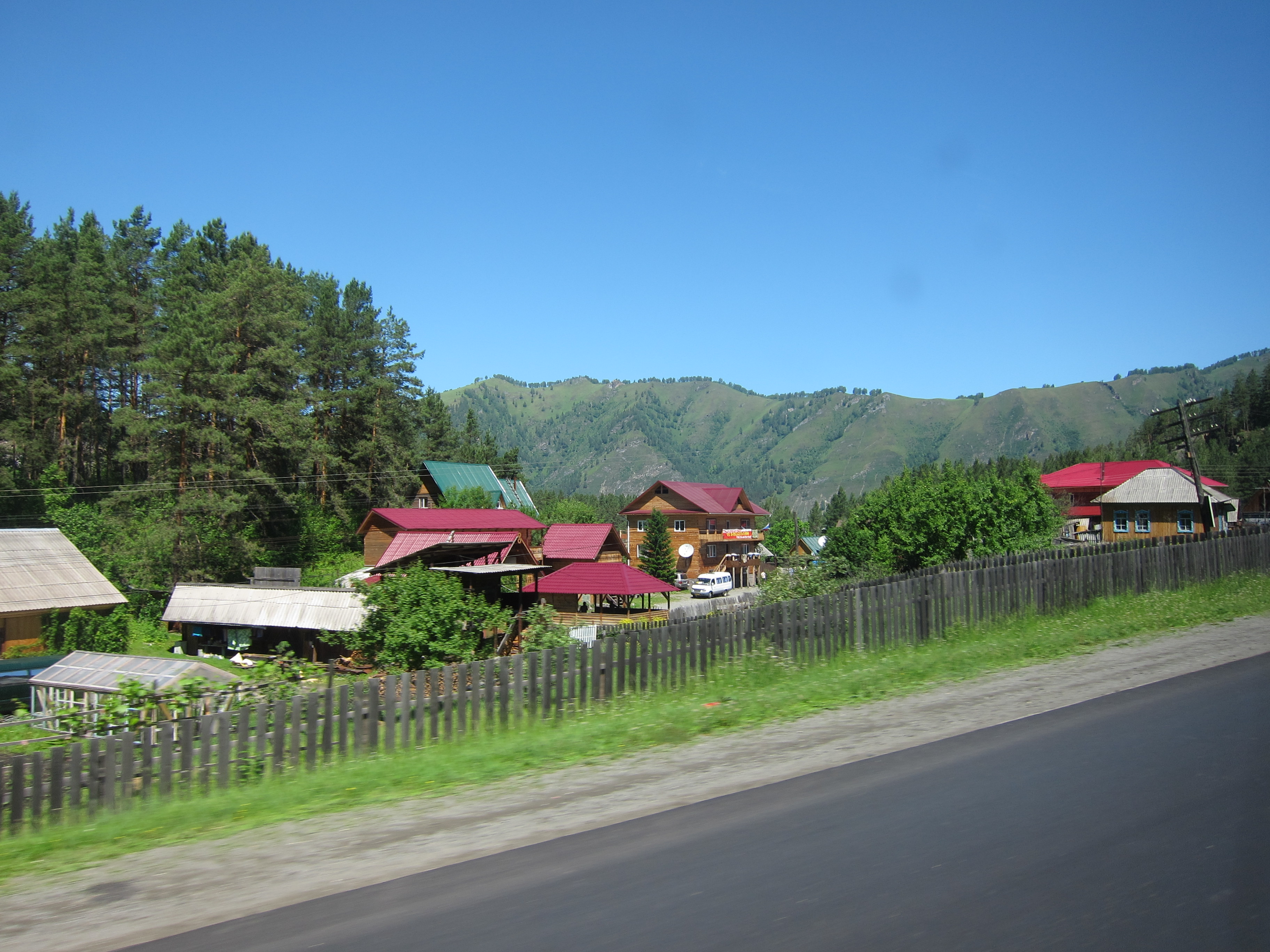
Manscherok
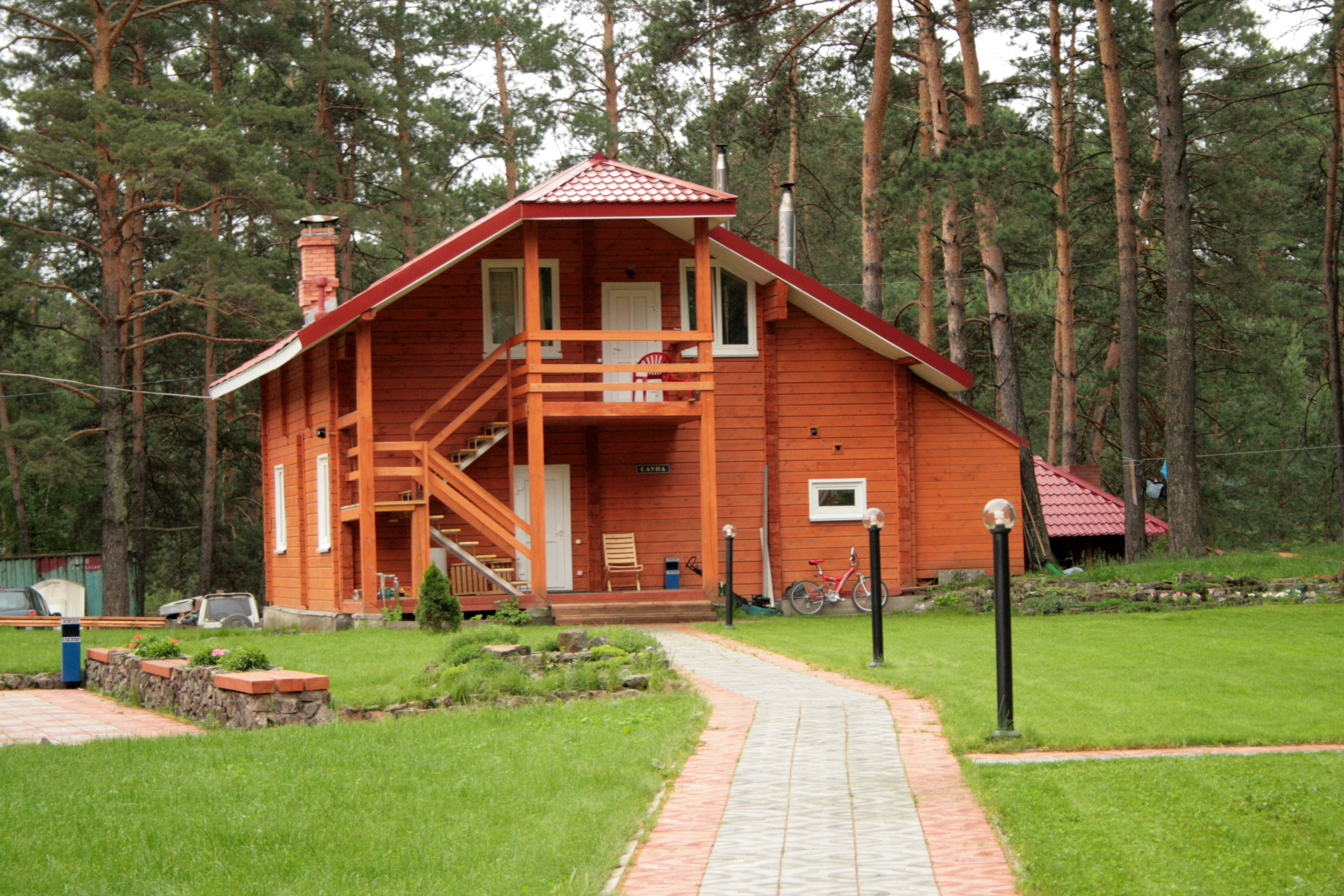
Eines der Gebäude des Park-Hotels Manscherok

## Geschichte
Das Dorf wurde 1856 gegründet. Seit den 1930er-Jahren haben sich das Dorf und seine Umgebung mit dem See zu einem Urlaubs- und Ausflugsgebiet entwickelt.

## Verkehr
Manscherok liegt an der Fernstraße M52, die von Nowosibirsk kommend, vorbei an Barnaul und Gorno-Altaisk weiter in den Südostteil des russischen Altai zur mongolischen Grenze bei Taschanta führt.